# Ingrid Poss
Ingrid Poss (* 7. September 1939 in Weimar; † 21. Oktober 2019) war eine deutsche  Journalistin und Filmregisseurin.

## Leben und Werk
Ingrid Poss wurde kurz nach Beginn des Zweiten Weltkriegs in Weimar geboren. Als Jugendliche besuchte sie ein musisches Gymnasium und interessierte sich früh für Literatur, Musik und Kino. Als Volontärin der Zeitung Thüringer Neueste Nachrichten sammelte sie erste journalistische Erfahrungen. Anschließend begann sie ein Journalistik-Studium an der Universität Leipzig, das sie 1962 ohne Abschluss beendete. Poss ging nach Potsdam und schrieb für die Zeitung Brandenburgische Neueste Nachrichten vorzugsweise über Literatur und Theater. Eine Recherche führte Poss an die Babelsberger Filmhochschule und verstärkte ihr filmisches Interesse.
Fritz Gebhardt, Chefdramaturg am DEFA-Studio für Kurzfilme, holte Poss 1969 an das DEFA-Kurzfilmstudio, nachdem sie ihre Anstellung bei der Zeitung gekündigt hatte und freischaffend tätig war. Poss übernahm am Kurzfilmstudio die Pressestelle. Zwischen 1970 und 1981 verantwortete sie zudem die Erstellung des Festivalbulletins des Leipziger Dokumentarfilmfestivals. Mitte der 1970er-Jahre übernahm Ingrid Poss die Umsetzung der DDR-Kinosendung Treffpunkt Kino, die u. a. über kommende Kinofilme informierte und Filmberufe vorstellte. Poss war an mehr als 150 der 90-minütigen Sendungen in wechselnden Funktionen als Regisseurin, Autorin und Dramaturgin beteiligt. Im Juni 1990 wurde die Sendung abgesetzt. Poss drehte nun eigene Dokumentarfilme, die sich thematisch mit der Babelsberger Filmgeschichte befassten. Eine Ausnahme bildete Kreuzbruch am Kreuzweg über die Selbstauflösung einer LPG in Kreuzbruch.
In den 1990er-Jahren begann Ingrid Poss für das Filmmuseum Potsdam zu arbeiten. Dort organisierte sie Filmprogramme, Ausstellungen und Veranstaltungen, u. a. Filmnächte zum 50. Jahrestag der DEFA-Gründung und Vorführungen sowjetischer sowie polnischer Filme, für die sie prominente Filmschaffende wie Krzysztof Zanussi oder Andrzej Wajda als Gäste gewann und Bekanntheit und Renommee des Filmmuseums steigerte.
Ab 2006 etablierte sich Ingrid Poss als eine der wichtigsten Autorinnen zur ostdeutschen Filmgeschichte. Für die Bücher Spur der Filme. Zeitzeugen über die DEFA, Der ungeteilte Himmel: Schauspieler aus der DDR erzählen und Das Prinzip Neugier: DEFA-Dokumentarfilmer erzählen befragte sie zahlreiche Zeitzeuginnen und Zeitzeugen. Die Autorin Dorett Molitor würdigt Poss und ihr Werk in einem biografischen Text mit den Worten: „Ihr unerschöpfliches Wissen um die DEFA-Geschichte, ihre ungebrochene Leidenschaft sie zu erzählen, ist in diesen und weiteren Editionen festgehalten.“
Ingrid Poss starb im Oktober 2019 im Alter von 80 Jahren. Poss' Nachlass sowie ein Zeitzeugeninterview mit ihr sind im Filmmuseum Potsdam überliefert.

## Filmografie (Auswahl)
- 1976–1990: Treffpunkt Kino
- 1990: Spielräume. DEFA zwischen Traum und Trauma (Dokumentarfilm)
- 1990: Tabula Rasa. 8 Verbotsfilme der DEFA und ihre Regisseure (Dokumentarfilm)
- 1990: Bilder-Welten. Der Szenograph Alfred Hirschmeier (Kurz-Dokumentarfilm)
- 1992: Magische Küche (Dokumentarfilm)
- 1992: Volkseigenes Kino. Die Geschichte der DEFA (Dokumentarfilm)
- 1993: Kreuzbruch am Kreuzweg (Dokumentarfilm)

## Publikationen (Auswahl)
- mit Peter Warnecke: Spur der Filme. Zeitzeugen über die DEFA. Links, Berlin 2006, ISBN 978-3-86153-401-3.
- mit Peter Warnecke: Der ungeteilte Himmel: Schauspieler aus der DDR erzählen. Filmmuseum Potsdam (Hrsg.), Neues Leben, Berlin: 2009, ISBN 978-3-355-01764-0.
- mit Christiane Mückenberger, Anne Richter: Das Prinzip Neugier: DEFA-Dokumentarfilmer erzählen. Hrsg. Filmmuseum Potsdam. Neues Leben, Berlin 2012, ISBN 978-3-355-01799-2.
- mit Dorett Molitor, Egon Günther: Ich war immer ein Spieler: Egon Günther. Neues Leben, Berlin 2013, ISBN 978-3-355-01813-5.
- Meine Russen: Lebensläufe aus dem Umbruch. Neues Leben, Berlin 2017, ISBN 978-3-355-01859-3.